# Benetton Group
Benetton Group S.p.A. je talijanska tvrtka pretežno odjevnih predmeta s oko 5.000 prodajnih mjesta širom svijeta, osnovana 1965. godine.

## Tvornice
Uz 10.000 radnih mjesta u Italiji, Benetton ima tvornice širom svijeta, Bangladeš je jedan od većih centara u inozemstvu. U Hrvatskoj je Benetton 2003. godine imao 70 trgovina i proizvodni pogon u Osijeku reda veličine 3.000 zaposlenih.

## Benetton i šport
Benetton je godinama sponzirirao momčad Formule 1 - Benetton Formula.

## Vanjske poveznice
- http://www.benettongroup.com/ službene internetske stranice